# Enklava
Enklava är en serbisk dramafilm från 2015 i regi av Goran Radovanovic. Den utspelar sig i Kosovo 2004 och handlar om en tioårig serbisk pojke som för att kunna ge sin farfar en ordentlig begravning ger sig in på albanskt territorium och söker kontakt med människorna där.
Filmen var Serbiens kandidat till bästa icke-engelskspråkiga film vid Oscarsgalan 2016.

## Medverkande
- Filip Subarić som Nenad
- Denis Murić som Baskim
- Nebojša Glogovac som Vojislav Arsic
- Anica Dobra som Milica Arsic
- Miodrag Krivokapić som Otac Draža
- Goran Radaković som Cekic
- Meto Jovanovski som Milutin Arsic
- Qun Lajçi som Baskims farfar
- Nenad Jezdić som bussförare